# Tachaigne
Pour les articles homonymes, voir Mittaghore (homonymie).
Le Tachaigne, appelé Mittaghore en suisse allemand et Mittaghorn en allemand, est un sommet des Alpes bernoises, en Suisse, situé à la frontière entre les cantons de Berne et du Valais. Il culmine à 2 686 m d'altitude.

## Géographie
Il fait partie du chaînon du Wallisberg. Il surplombe l'Alpage du Rawyl au sud, le col du Rawyl à l'est et l'Iffigtal (la vallée de l'Iffigbach) au nord.